# اتی کندی (کلیبر)
اتی‌کندی (به ترکی آذربایجانی: اوتوکندی) یکی از روستاهای استان آذربایجان شرقی است که در دهستان سیدان بخش آبش‌احمد شهرستان کلیبر واقع شده‌است. بر اساس سرشماری ۱۳۸۵، جمعیت روستا ۲۰۴۳ نفر در ۵۰۶ خانوار است. خانه های روستا بر محور طولی رودخانه ای که در پایین دست روستا جاری است واقع شده اند.
اهالی روستا مردمانی بافرهنگ و سخت کوش هستند به طوریکه اکثر نوجوانان و محصلین روستا در امتحان های کشوری مثل کنکور و المپیاد مقام های بسیار خوبی را کسب می‌کنند و در دانشگاهای معتبر کشور مشغول به تحصیل هستند . مردم روستا همزمان با سایر مردم کشور در سال ۵۷ از حوادث جاری کشور غافل نبوده و در فعالیت های سیاسی _اجتماعی شرکت می‌کردند و بعد از انقلاب شکوهمند اسلامی تعدادی شهید نیز به کشور و انقلاب هدیه کرده اند . روستای اتی کندی دارای ۲ مسجد و دو مدرسه میباشد . با وجود جمعیت قابل توجه روستا متاسفانه وضعیت کوچه ها و خیابان اصلی روستا از لحاظ آسفالت و جدول کشی در شرایط خوبی نمیباشد و این امر توجه و همت مضاعف مسئولین دهیاری و شورا و اهالی روستا را می‌طلبد.  
اکثر جوانان روستا بعد از سپری کردن مراحل تحصیل در سازمان ها و ارگان های دولتی مشغول به کار می‌شوند به طوریکه بسیاری از مدیران ارشد سازمان ها و نهاد های دولتی از جوانان روستای اتی کندی هستند . پاکدستی ، سخت کوشی ، صداقت و پشتکار  از ویژگی های بارز اهالی این روستا میباشد .
```
. 
```

از مشاهیر هنری برجسته این روستا می‌توان عاشیق حسین جوان را نام برد . 
مشاغل غالب اهالی روستا ، کشاورزی ، دامداری و قالیبافی میباشد . آب و هوای روستا معتدل و خشک میباشد .